# San Román de los Montes
San Román de los Montes é um município da Espanha na província de Toledo, comunidade autónoma de Castilla-La Mancha, de área 45 km² com população de 1369 habitantes (2006) e densidade populacional de 22,41 hab/km².

## Demografia
| Variação demográfica do município entre 1991 e 2004 | Variação demográfica do município entre 1991 e 2004 | Variação demográfica do município entre 1991 e 2004 | Variação demográfica do município entre 1991 e 2004 |
| --------------------------------------------------- | --------------------------------------------------- | --------------------------------------------------- | --------------------------------------------------- |
| 1991                                                | 1996                                                | 2001                                                | 2004                                                |
| 433                                                 | 596                                                 | 761                                                 | 1005                                                |